# Petrota
Petrota (in greco Πετρωτά?, in bulgaro Карабаа), è un villaggio nell'angolo più nordoccidentale della Tracia in Grecia. Ha fatto parte della municipalità di Trigono fino al 2011 quando a seguito del Programma Callicrate questa è stata aggregata al comune di Orestiada.
Fu creato intorno al 1530 da Greci che si trasferirono dall'Epiro e Malta. Nel 1961 la popolazione era di 1 510 abitanti. Negli anni intorno al 1970 molti emigrarono da Petrota verso l'Europa Occidentale, specialmente in Germania. Secondo i dati del censimento del 2011 popolazione è di 270 abitanti.